# Краснопільське (урочище)
Краснопільське — заповідне урочище в Україні. Об'єкт природно-заповідного фонду Сумської області. 
Розташоване у лісовому фонду ДП «Краснопільський лісгосп» на північ від смт Краснопілля. Площа 18 га. Оголошено об'єктом ПЗФ 28.07.1970. Унікальний липово-дубовий деревостан природного походження віком понад 140 років.